# Hnanice

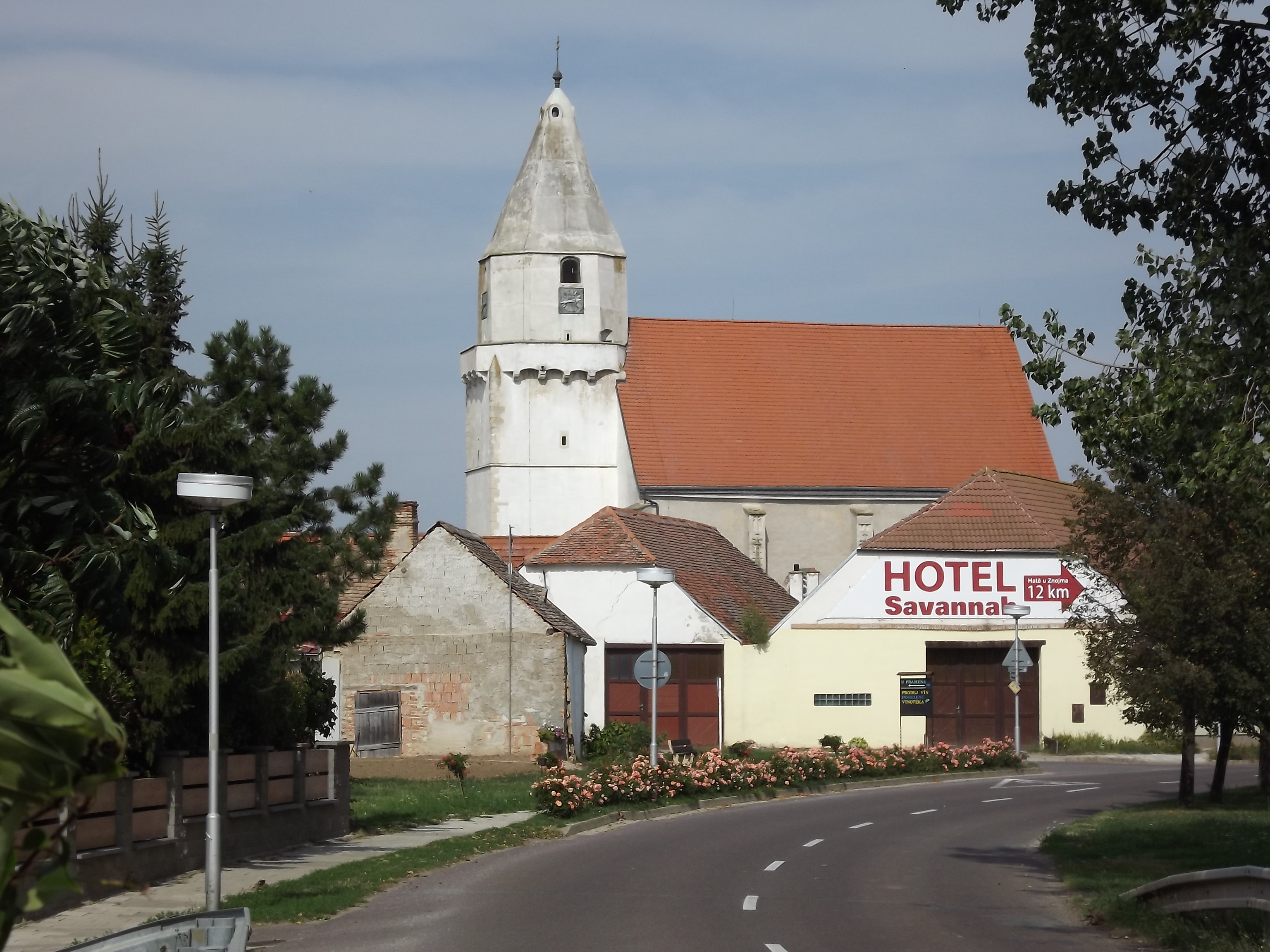
Kirche St. Wolfgang

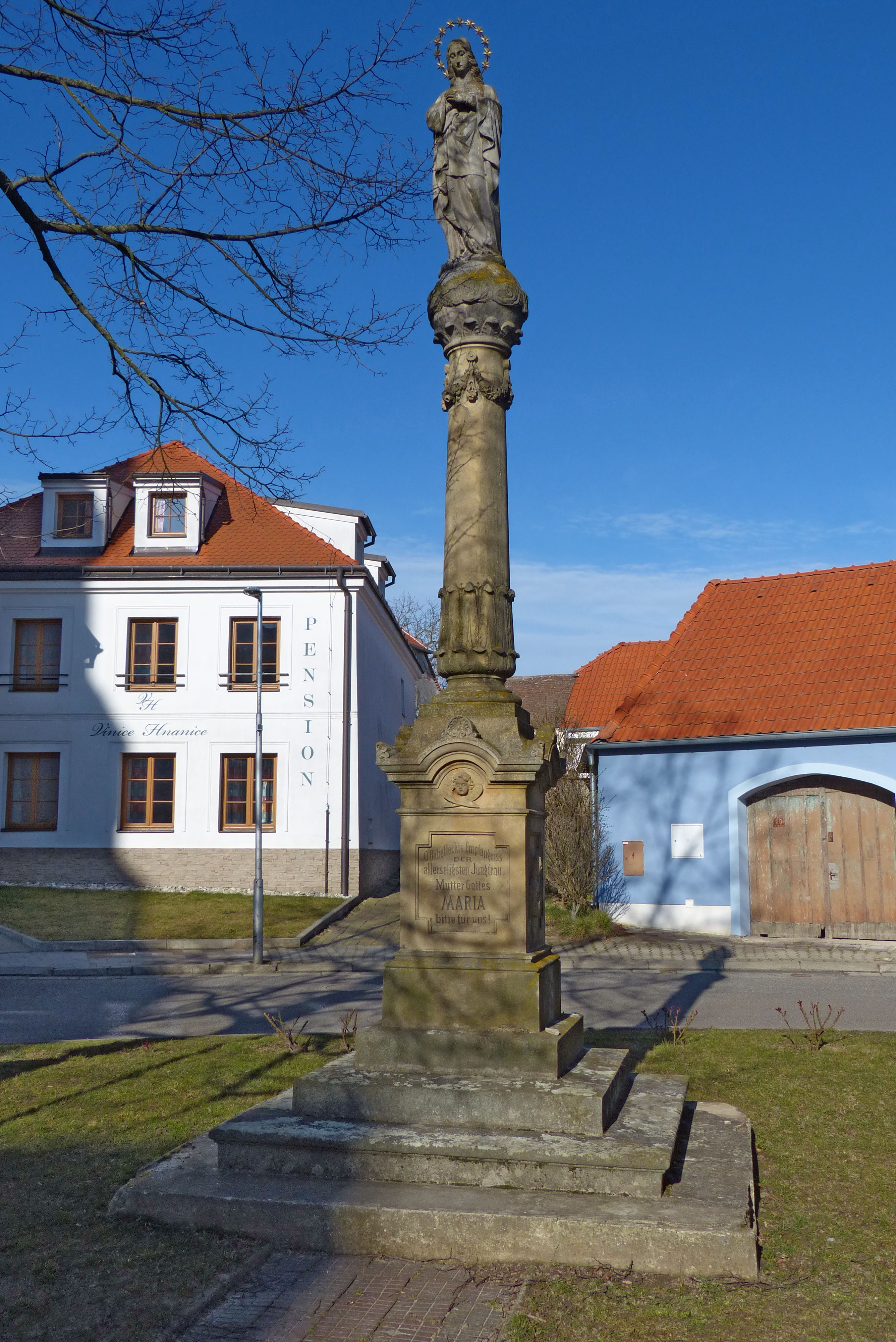
Mariensäule

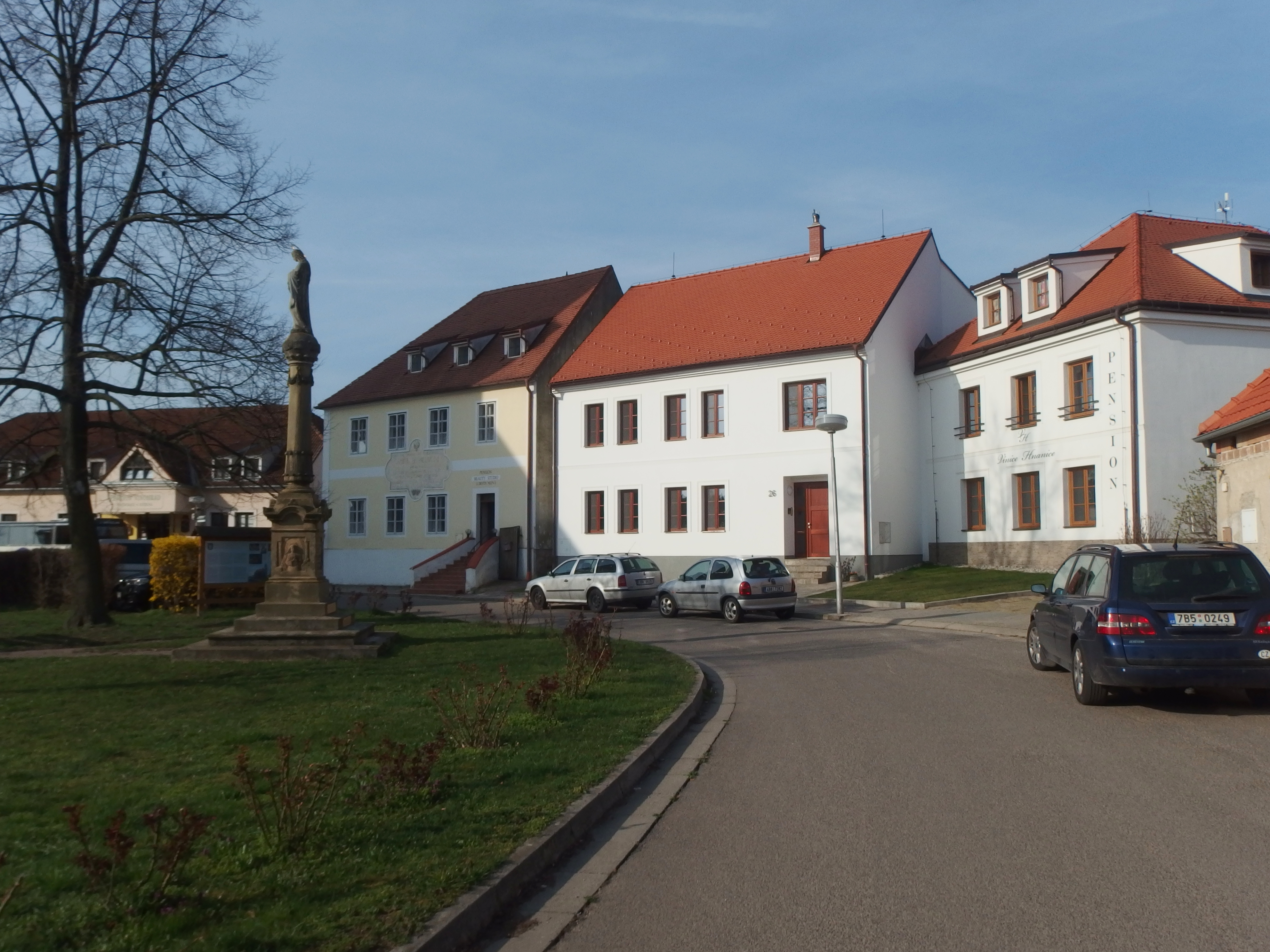
Marktplatz

Hnanice (deutsch Gnadlersdorf) ist eine Gemeinde im Okres Znojmo (Bezirk Znaim), Jihomoravský kraj (Südmähren). Sie liegt etwa sechs Kilometer südwestlich der Stadt Znojmo an der Grenze zu Österreich.

## Geographie
Der Ort ist entlang des Baches Daníž als ein Längsangerdorf angelegt. Gegen Norden befindet sich der als Devět mlýnů (Neunmühlen) bezeichnete Abschnitt des Thayatales mit dem Mäander am Šobes sowie der Staré vinice (Dreitheiler, 339 m. n.m.). Nordöstlich erheben sich die Skalky (Süßenberg, 312 m. n.m.), im Südwesten der Oedenberg/Horecký kopec (323 m. n.m.) mit dem Heiligen Stein, westlich die Hraběcí hora (Grafenberg; 351 m n.m.) sowie im Nordwesten der Dlouhý vrch (Langenberg; 336 m n.m.).  Durch den Ort führt die Staatsstraße II/413 zwischen Znojmo und Mitterretzbach, die sich auf österreichischem Gebiet als Weinviertler Straße B303 fortsetzt.
Nachbarorte sind Havraníky im Nordosten, Šatov im Osten, Unterretzbach und Mitterretzbach im Süden, Hofern im Südwesten, Niederfladnitz im Westen sowie Karlslust im Nordwesten.

## Geschichte

Ansicht von Gnadlersdorf, 1939

Die Anlage des Ortes und die bis 1945 gesprochene Ui-Mundart (bairisch-österreichisch) mit ihren speziellen Bairischen Kennwörtern weisen auf eine Besiedlung durch bayrische deutsche Stämme hin, wie sie, um 1050, aber vor allem im 12/13. Jahrhundert erfolgte. Zum ersten Mal urkundlich erwähnt wurde Hnanice im Jahre 1201, bis 1855 gehörte der Ort zum Gemeindegebiet von Mitterretzbach. Im Laufe der Jahre änderte sich die Schreibweise des Ortes mehrmals. So schrieb man 1228 "Gnanlizdorf", 1230 "Glanleinsdorf", 1362 "Gnedlersdorf" und ab 1718 "Knadlesdorf", aus dem später "Gnadlersdorf" wurde. Zwar führte der Ort lange Jahre die Bezeichnung "Markt", da aber keine Markterhebung beurkundet ist, wurde diese Bezeichnung nach 1918 nicht mehr geführt. Ein Wunderbrunnen soll damals Ursache für die Begründung des Wallfahrtsortes gewesen sein. Bereits im Jahre 1481 wurde die St. Wolfgangskirche genannt. Zu Gnadlersdorf selbst gehörten große Teile von Neunmühlen an der Thaya. Ab 1541 gehört Gnadlersdorf zur Herrschaft Joslowitz. Gnadlersdorf war befestigt und besaß drei Tore. Auch konnten Erdställe unter dem Dorf nachgewiesen werden.
Während der Reformation wurde der Ort lutherisch. So verweigerte die Gemeinde ab dem Jahre 1581 dem Kloster Bruck den Zehent. Erst während des Dreißigjährigen Krieges wurde der Ort wieder katholisch. Bereits ab dem Jahre 1600 ist ein Schulmeister im Ort urkundlich belegt. Der Ort führt seit 1637 Matriken (Kirchenbücher). Das Recht eines Wochenmarktes wurde Gnadlersdorf von Kaiser Karl VI., von Maria Theresia und von Kaiser Franz II. bestätigt. Nach den Reformen Josef II. hörten die Wallfahrten in den Ort auf und somit verlor Gnadlersdorf eine wichtige Einnahmequelle. Während des Zweiten Koalitionskrieges wird der Ort im Jahre 1799 von kaiserlichen, russischen und französischen Truppen geplündert und gebrandschatzt. Bis 1910 gab es eine Ziegelei im Ort. Die Gnadlersdorfer lebten großteils von der Landwirtschaft (60 landwirtschaftliche Vollbetriebe), aber der Ort war auch für seine Sommerfrische bekannt. In der Dorfmitte lebten die großen und mittleren Bauern, während an den Ausfahrtstraßen Kleinbauern und Arbeiter siedelten.
Nach dem Ersten Weltkrieg und dem Friedensvertrag von Saint Germain,1919, wurde der Ort, der 1910 zu 99 % von Deutschsüdmährern bewohnt war, Bestandteil der neuen Tschechoslowakischen Republik. 1930 wurde eine Freiwillige Feuerwehr gegründet. Die Elektrifizierung des Ortes erfolgte im Jahre 1931. Durch Neubesetzung von Beamtenposten und einer Zollstation kam es zu einem vermehrten Zuzug von Personen tschechischer Nationalität. Im Jahre 1935 begann das tschechische Militär im Rahmen des Tschechoslowakischen Walls mit dem Bau von Befestigungen im Ortsgebiet von Gnadlersdorf. Nach dem Münchner Abkommen, kam der Ort 1938 an das Deutsche Reich und wurde ein Teil des Reichsgaues Niederdonau.
Nach dem Ende des Zweiten Weltkrieges, der 39 Opfer forderte, kam die Gemeinde am 8. Mai 1945 wieder zur Tschechoslowakei zurück. Viele Einwohner flohen vor den einsetzenden Nachkriegsexzessen durch militante Tschechen über die nahe Grenze nach Österreich oder wurden hinüber vertrieben. Dabei kam es zu fünf Ziviltoten. Zwischen dem 27. August und dem 18. September 1946 wurden 46 Deutschsüdmährer nach Deutschland zwangsausgesiedelt. Elf Personen verblieben im Ort. Das Vermögen der deutschen Ortsbewohner wurde durch das Beneš-Dekret 108 konfisziert und die katholische Kirche in der kommunistischen Ära enteignet. 185 vertriebene Gnadlersdorfer konnten in Österreich verbleiben. Die anderen wurden nach Deutschland weiter transferiert. Drei Personen wanderten in die Niederlande, zwölf nach Kanada und vier in die USA aus.
Im Mai 2000 wurde von den Vertriebenen eine Gedenkstätte für die Verstorbenen, Gefallenen und Vermissten in der Kirche von Gnadlersdorf eingeweiht.

## Wappen und Siegel
Das älteste Siegel stammte aus dem 16. Jh. und zeigt die Gestalt des hl. Wolfgang im Bischofsornat, in der erhobenen Rechten einen kelch- oder turmartigen Gegenstand haltend. Das Siegel änderte sich im Laufe der Jahrhunderte nur geringfügig. Ab dem Jahre 1919 führte der Ort einen zweisprachigen Gemeindestempel.
Zwar erhielt der Ort nie ein Wappen überreicht, doch ist der heraldischen Literatur des 19. Jh. ein Wappen bekannt. Es zeigte ein in Blau einen golden nimbierten, silbern gekleideten Bischof mit goldenem Mantel, in der linken einen goldenen Bischofsstab, in der angehobenen Rechten ein silbernes Kirchenmodell mit roten Dächern haltend.

## Bevölkerungsentwicklung
| Volkszählung | Einwohner gesamt | Volkszugehörigkeit der Einwohner | Volkszugehörigkeit der Einwohner | Volkszugehörigkeit der Einwohner |
| Jahr         | Einwohner gesamt | Deutsche                         | Tschechen                        | Andere                           |
| ------------ | ---------------- | -------------------------------- | -------------------------------- | -------------------------------- |
| 1880         | 629              | 625                              | 0                                | 4                                |
| 1890         | 613              | 608                              | 2                                | 3                                |
| 1900         | 595              | 582                              | 13                               | 0                                |
| 1910         | 587              | 583                              | 3                                | 1                                |
| 1921         | 584              | 504                              | 58                               | 22                               |
| 1930         | 565              | 452                              | 83                               | 30                               |

## Kultur und Sehenswürdigkeiten

### Bauwerke
- Die dem hl. Wolfgang geweihte Kirche, ein bedeutendes Bauwerk der Spätgotik (1487). Den Kern stellt eine mehr als hundert Jahre ältere romanische Kapelle dar, die einen mitten im Schiff befindlichen Brunnen aufweist. Früher war die Kirche Zentrum zahlreicher Wallfahrten. Im 17. Jh. kam es zu einem Brand und es musste das Südschiff erneuert werden, 1898 renoviert.
- Statuen des hl. Johannes von Nepomuk und des hl. Florian
- Kriegerdenkmal (1924)
- Rathaus, ab 1938 in der umgewandelten Schule[13][14]

## Wirtschaft und Infrastruktur
Der Ort hat eine lange Tradition im Weinbau, rund 30 % des Gemeindegebietes werden von Weingärten bedeckt.

## Brauchtum
Reiches Brauchtum bestimmte den Jahresablauf der 1945/46 vertriebenen, deutschen Ortsbewohner:
- Kinder: Neujahrswünschen, Ostereiersammeln, Um Heiligen Striezel fechten (bitten, betteln).
- Jugend: Eier einpecken, Rosenmontagsumzug, Fasching, Eingraben am Aschermittwoch, Kirtag am Sonntag nach dem 24. August, Weinlesefest, Maibaumsetzen, Theaterspiel, Sonnwendfeier am 21. Juni, Heurigenloben am 11. November, Martini.

Das Granitzschau war am 25. April für die Schulkinder der Marktgemeinde immer ein Festtag. An diesem Tag gingen die Schüler mit den Gemeindevertretern die Grenzsteine des Ortsgebietes ab. Hierbei wurden Lieder gesungen und Spiele veranstaltet. Auch erhielten die Kinder einen Lohn von den Gemeinderäten und wurden daraufhin ins Gasthaus zu einer Limonade eingeladen. Am Ende des Tages wurde an jedes Kind noch Backwerk ausgeteilt.

## Sagen aus dem Ort
Unter den deutschen Ortsbewohnern gab es eine Vielzahl von Mythen:
- Der Heiligenstein von Gnadlersdorf
- Die heilkräftige Wolfgangsquelle
- Die Opferschalen[15]

## Quelle
- Felix Bornemann: Kunst und Kunsthandwerk in Südmähren. C. Maurer Verlag, Geislingen/Steige 1990, ISBN 3-927498-13-0 (Gnadlersdorf S. 10).
- Bruno Kaukal: Die Wappen und Siegel der südmährischen Gemeinden. Josef Knee, Wien 1992, ISBN 3-927498-19-X (Gnadlersdorf S. 70f).
- Alfred Schickel, Gerald Frodl: Geschichte Südmährens. Band 3: Die Geschichte der deutschen Südmährer von 1945 bis zur Gegenwart. Südmährischer Landschaftsrat, Geislingen an der Steige 2001, ISBN 3-927498-27-0, S. 301 f. (Gnadlersdorf).